# Laneella brunnipes
Laneella brunnipes är en tvåvingeart som beskrevs av Surcouf 1919. Laneella brunnipes ingår i släktet Laneella och familjen spyflugor. Inga underarter finns listade i Catalogue of Life.